# واهه واهیان
سارگیس آبدالیان (ارمنی: Սարգիս Աբդալյան)؛ متخلص به واهه واهیان (ارمنی: Վահէ Վահեան)؛ (زاده ۲۲ دسامبر ۱۹۰۸ در گیورقین، در ارمنستان غربی - درگذشته ۱۹ اوت ۱۹۹۸ در بیروت)، یک شاعر، مترجم، سخنران، نویسنده، ویراستار و روزنامه‌نگار ارمنی بود.

## زندگی
خانواده سارگیس آبدالیان در سال ۱۹۱۵ میلادی در جریان نسل‌کشی ارمنی‌ها از ارمنستان غربی تبعید شدند. پس از خاتمه جنگ جهانی اول در شهر آنتیاب سکونت گزید و در سال ۱۹۲۰ میلادی به شهر حلب مهاجرت نمود.
واهیان پس از چهار سال تحصیل در «آموزشگاه آمریکایی» شهر حلب وارد دانشگاه آمریکایی بیروت شد و در سال ۱۹۳۰ میلادی در رشته علوم طبیعی فارغ‌التحصیل گردید و به کار تدریس در شهرهای بیروت (لبنان) و أنطلیاس (قبرس) مشغول شد.
واهه واهیان سال متمادی ماهنامه ارمنی زبان «آنی» را سردبیری نمود.
در سال ۱۹۸۱ میلادی "نشان مسروپ ماشتوتس (The order of Saint Mesrop Mashtots)" از سوی  وزارت فرهنگ ارمنستان به وی اعطا شد.
واهیان در ۱۹ اوت ۱۹۹۸ در سن ۸۹ سالگی در شهر بیروت درگذشت.

## شعری از واهه واهیان به نام (یادگار کودکی)
| چه ات را بسرایم؟ ای کودکی چون بلور از هم پاشیده…                |  | پَرپَر زدن چون پرنده ات به زیر پنجه‌های سیاه قتل‌عام؟                                      |
| هراس به انجماد نشسته در چشمانت را بیدار مانده در رویاروی فاجعه؟ |  | یا آنکه خشمگین شبح بی جانت را؟                                                         |
| هنوز اشک‌هایت را برای لقمه نانی، نبرده‌ام از یاد                  |  | و قطره قطره بارش خون را از کف دستان پس زده ات                                          |
| تا به امروز هر گاه صدای گریه کودکی می‌شنوم                       |  | حس می‌کنم آن سوزش سیلی هائی را که بر صورت یتیم تو فرود می‌آمد                            |
| از تو - ای کودکی - نه شعری به ارث برده‌ام نه رؤیایی              |  | بل مانند گلی نیم بشکفته که هنوز جامی از نور خورشید ننوشیده پژمرد                       |
| و اینک زندگی ام - هرچه بیش تر به فرجامش نزدیک می‌شود             |  | از آتش خاطره‌هایت کینه‌ام بیش از بیش گر می‌گیرد کینه‌ام به تمام جلادان گذشته و امروز کودکی |

## کتابشناسی
از واهه واهیان آثار زیر به چاپ رسیده‌است

### مجموعه شعر
| تاریخ انتشار | عنوان فارسی                      | به ارمنی                        | به انگلیسی                   | محل انتشارات |
| ------------ | -------------------------------- | ------------------------------- | ---------------------------- | ------------ |
| ۱۹۳۳         | آفتاب - باران                    | Արեւ-անձրեւ                     | Sun-Rain                     | بیروت        |
| ۱۹۴۶         | پل طلایی (اشعار، خاطرات و نقدها) | Ոսկի կամուրջ                    | Golden Bridge                | بیروت        |
| ۱۹۵۸         | پل طلایی                         | Ոսկի կամուրջ                    | Golden Bridge                | ایروان       |
| ۱۹۶۸         | کتاب عشق و اندوه                 | Մատեան սիրոյ եւ մորմոքի         | Book of Love and Grief       | بیروت        |
| ۱۹۷۷         | ستون یادبود برای واهرام من       | Յուշարձան Վահրամիս              | Monument in memory of Vahram | بیروت        |
| ۱۹۸۶         | برگزیده اشعار                    | Հատընտիր                        | Selected Poems               | بیروت        |
| ۱۹۹۰         |                                  | Ղօղանջ ու մրմունջ վերջալուսային | Twilight Chime and Murmur    | بیروت        |

### نثر Prose
| تاریخ انتشار                             | عنوان فارسی                   | به ارمنی                 | به انگلیسی                                                           | محل انتشارات |
| ---------------------------------------- | ----------------------------- | ------------------------ | -------------------------------------------------------------------- | ------------ |
| ۱۹۵۳                                     | آشتی‌ها (خاطره‌نویسی)           | Յարալէզներու հաշտութիւնը | (The Reconciliation of Arlez-Memoirs from a visit to the Motherland) | بیروت        |
| جلد اول؛ ۱۹۷۸جلد دوم؛ ۱۹۸۷ جلد سوم؛ ۱۹۹۳ | خرمن چینی (مقاله‌ها در سه جلد) | Բերքահաւաք               | Harvest                                                              | اورشلیمبیروت |

### آثار پس از مرگش
| تاریخ انتشار | عنوان فارسی       | به ارمنی                    | به انگلیسی                                | محل انتشارات |
| ------------ | ----------------- | --------------------------- | ----------------------------------------- | ------------ |
| ۲۰۰۹         | شعار خداحافظی     | Հրաժեշտի քերթուածներ        | (Farewell Poems)                          | بیروت        |
| ۲۰۱۲         | قلب شاهر - نامه‌ها | Բանաստեղծին սիրտը. նամակներ | (The Heart of the Poet - Private Letters) | بیروت        |

### ویرایش
| تاریخ انتشار      | عنوان فارسی                | به ارمنی                                 | به انگلیسی                                                    | محل انتشارات |
| ----------------- | -------------------------- | ---------------------------------------- | ------------------------------------------------------------- | ------------ |
| ۱۹۷۸              | (داستان‌های کوتاه، جلد اول) | Հայ գրականութիւնը - պատմուածքներ, Vol. I | (An Anthology of Armenian Literature - Short stories, Vol. I) | بیروت        |
| ۱۹۸۴، ۱۹۸۵ و ۱۹۸۸ |                            | Ծաղկաքաղ արձակի                          | (An Anthology of Armenian Prose در سه جلد)                    | بیروت        |

### ترجمه
| تاریخ انتشار | عنوان فارسی                                                              | به ارمنی                           | به انگلیسی                                                           | محل انتشارات |
| ------------ | ------------------------------------------------------------------------ | ---------------------------------- | -------------------------------------------------------------------- | ------------ |
| ۱۹۵۰         | "شاهکار ناشناخته" نوشته اونوره دو بالزاک(از متن فرانسوی)                 | Անծանօթ գլուխ-գործոցը              | (Le Chef-d'Oeuvre Inconnu by Honore de Balzac, from French original) | بیروت        |
| ۱۹۸۴         | "پیغمبر" نوشته جبران خلیل جبران(از متن انگلیسی)                          | Մարգարէն                           | The Prophet by Gebran Khalil Gebran                                  | بیروت        |
| ۱۹۸۵         | "باغبان، گیتانجالی و چیدن میوه" نوشته رابیندرانات تاگور (از متن انگلیسی) | Պարտիզպանը, Կիթանճալի եւ Մրգահաւաք | The Gardener, Gitanjali & Fruit-gethering by Rabindranath Tagore     | بیروت        |
| ۱۹۹۲         | "تصویر دوریان گری" نوشته اسکار وایلد(از متن انگلیسی)                     | Տորիան Կրէյի պատկերը               | The Picture of Dorian Gray by Oscar Wilde                            | بیروت        |